# Argillana albistriga
Argillana albistriga là một loài bướm đêm trong họ Erebidae.